# 林田真心子
林田 真心子（はやしだ まみこ、1973年1月3日 - ）は、福岡女学院大学、福岡女学院大学短期大学部の講師。フリーランスの女性ジャーナリスト。FBS福岡放送の元アナウンサー。

## 来歴・人物
福岡県福岡市出身。九州大学教育学部卒業。1995年FBSに入社、同期は奥田美香子。
2000年4月、奥田から「めんたいワイド」のMCを引き継いだが、同年11月いっぱいで降板し、FBSを退社。その後上京し、東京大学大学院でマスメディアに関する研究を行うかたわら、2007年からはキー局の日本テレビと出演契約し、日テレNEWS24を中心にニュース取材・リポートを行っている。
- 2011年9月28日からは福岡女学院大学人文学部表現学科講師。
- 2014年3月31日から2015年9月24日までKBCラジオ｢Morning Wave｣(月～金曜日･7:00～9:00)月～木曜日のパーソナリティを担当していた。

## FBSでの主な出演番組
- 朝ドキッ!九州555
- Dr.クラナガン 福岡・佐賀両県担当助手
- めんたいワイド
- バリはやッ!ZIP! 金曜日コメンテーター（2021年4月3日 - 2023年3月31日）